# مهدي الزين
مهدي وسام الزين (من مواليد 23 مايو 2000) هو لاعب كرة قدم لبناني يلعب كلاعب خط وسط لنادي النجمة والمنتخب اللبناني.

## مع نوادي كرة القدم
في 29 أبريل 2019، جدّد النجمة عقد الزين لمدة خمس سنوات قابلة للتجديد لموسمين إضافيين. في 2 أبريل 2021، سجل أول هدف له مع الفريق الأول في مرمى شباب الساحل، ليساعد فريقه على الفوز بنتيجة 3-0 في الدوري.

## دولياً

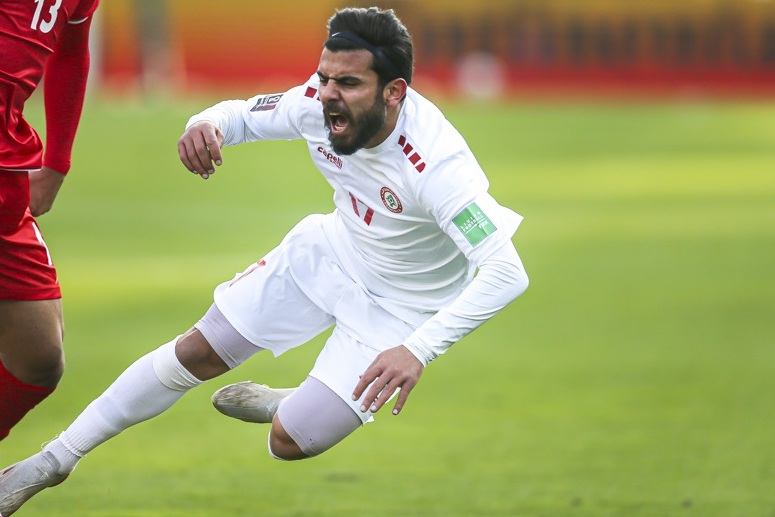
الزين مع منتخب لبنان أمام المنتخب الإيراني عام 2022

مثّل لبنان في مستويات تحت 16 عامًا وتحت 19 عامًا وتحت 23 عامًا. كان أول ظهور له مع الفريق الأول في 4 ديسمبر 2021، كبديل أمام الجزائر في كأس العرب 2021، في 25 يونيو 2023، سجّل زين أول هدف دولي له في مرمى منتخب بوتان في بطولة اتحاد جنوب آسيا لكرة القدم 2023.

## حياته الشخصية
عمه، هيثم زين، وهو لاعب لبناني دولي سابق.

## الاحصائيات

### دولي
| الفريق الوطني | سنة     | الظهور | الأهداف |
| ------------- | ------- | ------ | ------- |
| لبنان         | 2021    | 2      | 0       |
| لبنان         | 2022    | 3      | 0       |
| لبنان         | 2023    | 8      | 1       |
| المجموع       | المجموع | 13     | 1       |

| # | تاريخ         | مكان                               | الخصم | الأهداف | نتيجة | مسابقة                          |
| - | ------------- | ---------------------------------- | ----- | ------- | ----- | ------------------------------- |
| 1 | 25 يونيو 2023 | ملعب سري كانتيرافا، بنغالور، الهند | بوتان | 4-0     | 4-1   | بطولة جنوب آسيا لكرة القدم 2023 |

## الإنجازات

### النجمة
- كأس الاتحاد اللبناني: 2021–22 ، 2022–23؛ الوصيف: 2020–21
- كأس النخبة اللبناني: 2021
- كأس السوبر اللبناني: 2023؛ المركز الثاني: 2021

## وصلات خارجية
- مهدي الزين على موقع قاعدة بيانات كرة القدم.إي يو (الإنجليزية)
- مهدي الزين على موقع ناشيونال فوتبول تيمز (الإنجليزية)
- مهدي الزين على موقع Soccerway.com (الإنجليزية)
- مهدي الزين على موقع كووورة